# 本間棗軒
本間 棗軒（ほんま そうけん、文化元年（1804年） - 明治5年2月8日（1872年3月16日））は、江戸時代の医師。初名は資章、後に救。字は和卿、通称玄調。

## 生涯
常陸国小川村（現在の茨城県小美玉市）に医家の八代目として生まれた。父本間玄有と祖父本間玄琢は稽医館の創始者で、養父道偉も医者であり、名医一族の中で育った。17歳のとき、原南陽に入門。江戸に出た後は、杉田立卿から西洋医術、太田錦城から経書を学ぶ。その後、長崎でシーボルトに師事し、京都では高階枳園に学んだ。さらに紀州に赴いて華岡青洲の下で数カ月間専ら外科を学ぶ。紀州から江戸に帰還し日本橋榑正町で開業。水戸藩主徳川斉昭の侍医となり、天保14年（1843年）には弘道館医学館の教授となった。講義・治療・著述などに活躍し、水戸藩医政の第一線を担った。多くの人命を救ったことから徳川斉昭より救という名を賜った。
華岡青洲の門下としてはもっとも優れた外科医であったとされ、医術についての著作を残しているが、その著作において青洲から教わった麻酔薬の秘術を無断で公開したとして、破門された。しかし、彼が残した著作は、青洲が門外不出としていた麻酔薬「通仙散」の成分と製法を知る上で現在も貴重な資料となっている。
なお、1837年（天保8年）の『瘍科秘録』第9巻に記載された「食兎中毒」は野兎病の最初の臨床記載とされている（野兎病も参照）。
大正7年（1918年）、従五位を追贈された。

## 著作
- 『瘍科秘録』 - 天保8年（1837年）[1]
- 『続瘍科秘録』 - 安政6年（1859年）[1]
- 『内科秘録』 - 元治元年（1864年）[1]